# Garus susino
Il Garus Susino è un liquore di erbe ottenuto da una miscela di spezie esotiche, tra cui mirra, cannella, noce moscata, chiodi di garofano, aloe e zafferano.
Di origine francese (Elixir de Garrus) e diffuso anche in Valle di Susa, era stato creato probabilmente con ingredienti importati in epoca medievale, come fanno supporre le ricette più antiche, contenenti unità di misura ormai in disuso.
La produzione di Garus è certificata dal XIX secolo, da parte della ditta Vighetto.
Il Garus susino è stato riconosciuto come P.A.T. della Regione Piemonte ed è inserito nell'elenco nazionale dei P.A.T.